# J. Charles Haydon
Pour les articles homonymes, voir Haydon.
J. Charles Haydon est un réalisateur, acteur et scénariste américain né le 27 mars 1875 à Frederick, Maryland (États-Unis), décédé le 15 octobre 1943 à Baltimore (États-Unis).

## Filmographie

### Comme réalisateur
- 1914 : John Barleycorn
- 1915 : Despair
- 1915 : The Alster Case
- 1916 : The Strange Case of Mary Page
- 1916 : The Sting of Victory
- 1916 : The Final Fraud
- 1916 : The Phantom Buccaneer
- 1917 : Satan's Private Door
- 1917 : The Night Workers
- 1917 : The Yellow Umbrella
- 1918 : Hearts of Love
- 1920 : Docteur Jekyll et M. Hyde

### Comme acteur
- 1912 : Martin Chuzzlewit
- 1913 : The Sea Wolf : Mugridge
- 1914 : Burning Daylight: The Adventures of 'Burning Daylight' in Alaska : Elijah
- 1914 : His Majesty, the Scarecrow of Oz de L. Frank Baum : le Magicien d'Oz
- 1914 : The Last Egyptian : Tadros